# ペデリン
ペデリン（pederin）は、2つのテトラヒドロピラン環を持つ水泡を発生させる毒性アミドの1つである。アオバアリガタハネカクシ (Paederus fuscipes) を含むハネカクシ科Paederus属の甲虫の血リンパに含まれている。ペデリンは、2千5百万匹の採取されたアオバアリガタハネカクシを処理することで初めて同定された。化合物名はこの昆虫の属名に由来する。ペデリンの含有量は昆虫（アオバアリガタハネカクシ）の体重のおよそ0.025%である。
ペデリンの生産は、Paederus属昆虫内での内部共生生物（シュードモナス属）の活動によるものであることが明らかにされている。
ペデリンの製造は概して雌の成虫のみに限られる。幼虫および雄は母親から（すなわち卵を通して）獲得するか、摂取したペデリンのみを貯蔵する。

## 作用機序
ペデリンは、RNA合成に影響を与えることなくタンパク質ならびにDNAの合成を阻害することで、1 ng/mLレベルで有糸分裂を阻害する。また、様々な腫瘍を持つマウスの寿命を延長することが示されている。これらの理由から、抗がん治療薬候補化合物として興味が持たれている。